# Oulx
Oulx (pronuncia [ulks], Ols in piemontese, Ors in occitano; dal 1937 al 1960 Ulzio) è un comune italiano di 3 266 abitanti della città metropolitana di Torino in Piemonte. Si trova in Alta Val di Susa.

## Geografia fisica

### Territorio
Oulx sorge su un pianoro al centro dell'Alta Val di Susa, nella zona di confluenza tra la Dora Riparia e la Dora di Bardonecchia, a circa 75 chilometri a ovest di Torino e 25 da Susa. Ubicato alle pendici del monte Cotolivier (2.105 m), è dominato a nord dall'imponente cima del Seguret (2.926 m) e si trova poco a valle della nota località sciistica di Sauze d'Oulx, cui è collegato da una strada provinciale.
A breve distanza dal paese, partendo da via Pellousieres, si incontra il lago Borello, noto anche come stagno di Oulx, una zona umida molto peculiare in quanto coesistono specie animali e vegetali tipiche sia della zona alpina sia della pianura. Ex cava di estrazione di torba e argilla sfruttata per la costruzione nel 1860 del Traforo ferroviario del Frejus, è stata poi abbandonata e quindi invasa dalle acque di falda affioranti alla base del Cotolivier. Attualmente a causa dei progressivi depositi di materiale organico tale lago di cava è però in fase di interramento. Per proteggere questo particolare e suggestivo luogo la Provincia di Torino ha istituito nel 2004 un piccolo parco provinciale, la Riserva dello Stagno di Oulx, che copre una superficie di 82 ettari estendendosi tra i 1.063 e 1.249 metri di quota.
Il capoluogo di Oulx è storicamente suddiviso in tre borghi: Borgo Superiore (o Borgo Vecchio o Viére), Borgo Inferiore (o Plan) e Abadia.

## Origini del nome
Il nome del comune, attestato per la prima volta nell'880 nella forma Ulces, dalla radice indoeuropea *pelk / *polk = circondare, recingere. Base celtica *olka = campo recintato. Lat. medioevale olca / holca / aucia / auca / oca / ocha / ochia / occhia / algia / augia / oschia / osca / oska / colcia = terreno recintato è riconducibile al nome proprio di persona celtico Ulkos (probabilmente nel senso di "terreno di proprietà di Ulkos").  Da lì la francesizzazione Oulx e la successiva italianizzazione Ulzio. È detto Ors [ʊɾs]  o Ols [ʊls] in occitano e in piemontese.

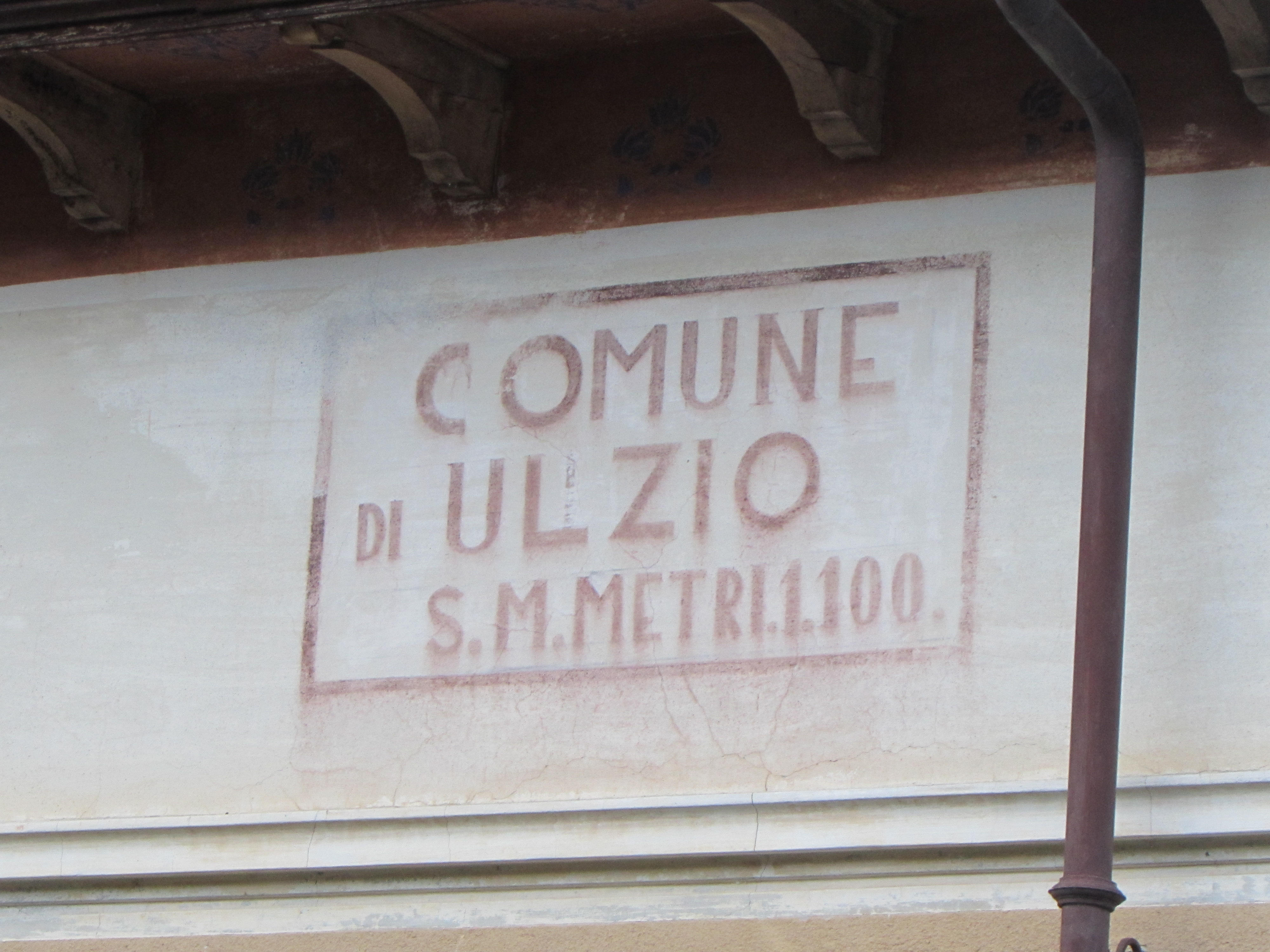
Targa su muro di Oulx indicante la vecchia denominazione

## Storia

### Origini
Ritrovamenti del periodo preceltico al Soubras, ci dicono che i primi insediamenti nella zona di Oulx sono molto remoti, anche se il villaggio sorge più tardi, in epoca romana. Viene infatti menzionato da Cesare nel De Bello Gallico (libro 1, 10) "Compluribus his proelis pulisis ab Ocelo, quod est oppidum citerioris provinciale extremum" " Essendo stati questi respinti con molti combattimenti ad Ulzio, che è una città fortificata nell'ultima parte della Gallia Cisalpina". Manca la documentazione fino al 900 dopo Cristo, secondo la tradizione anni delle scorrerie dei saraceni in tutta la valle di Susa. È proprio nella lotta contro di loro che sarebbe stato ucciso san Giusto di Novalesa, accorso ad Oulx con il confratello San Flaviano, in difesa della popolazione dal suo rifugio di Beaulard.

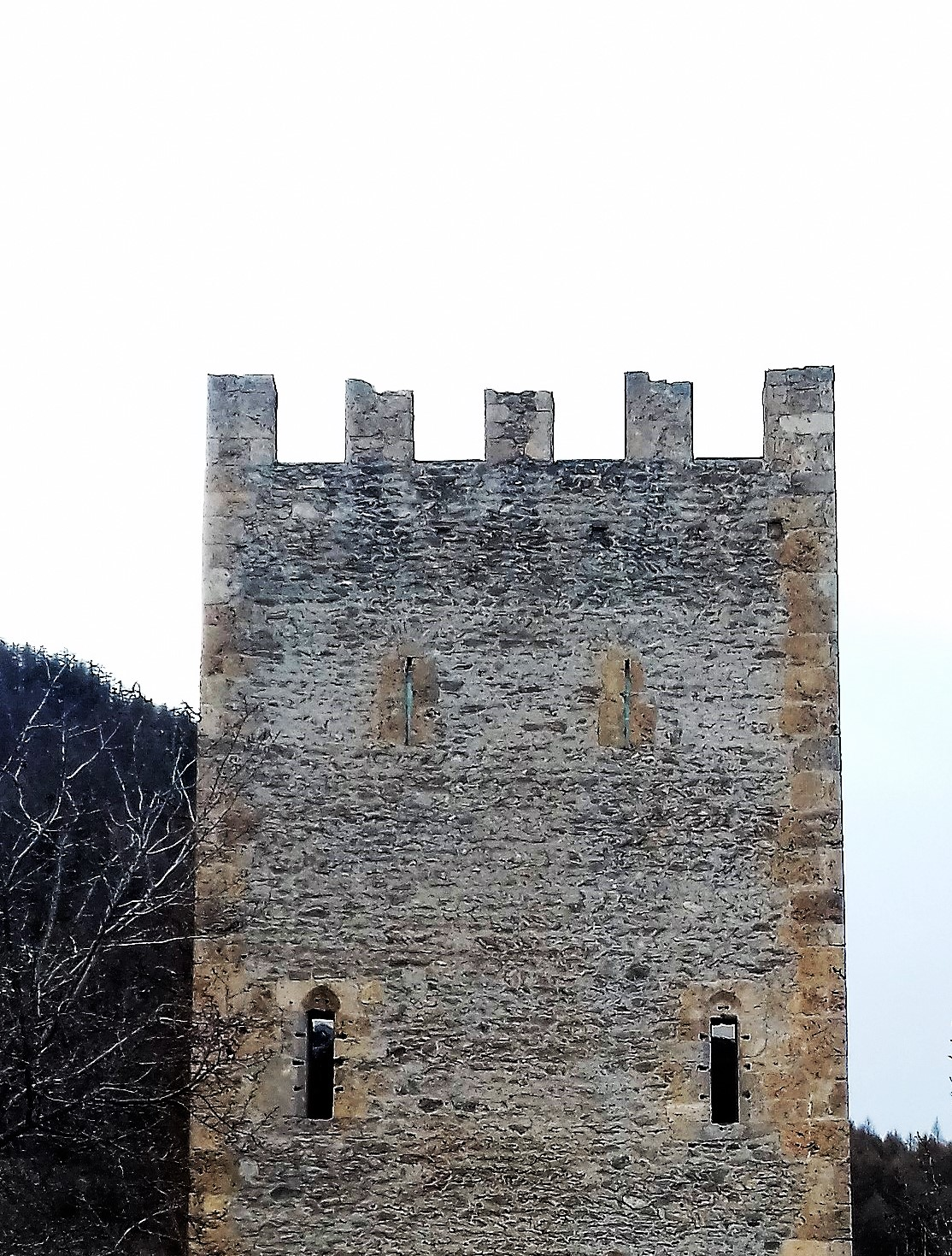
Torre Delfinale detta Saracena, Oulx (TO)

### Il Delfinato
All'inizio dell'anno 1000 il vescovo di Sisteron, Giraldo, fonda una comunità religiosa presso Ulcium, che verrà riconosciuta dal vescovo Cuniberto che le attribuisce decime e chiese. Ulcium appartiene al nascente Delfinato, è sede di Prevostura di San Lorenzo con annesso convento e sta acquistando importanza: due papi, Urbano II e Callisto II l'arricchiranno con varie donazioni. Il prevosto di Oulx gode di notevoli prerogative. Fino all'anno in cui viene soppressa, il 1749, la Prevostura resta un punto fondamentale del potere religioso nelle Alpi Occidentali. Nel XII secolo Oulx diventa anche importante centro amministrativo e commerciale i cui interessi si scontrano con quelli dell'abate di Susa e del Delfino.

### Repubblica degli Escartons
Dall'esigenza di una maggiore indipendenza nasce nel 1343 un'esperienza amministrativa nuova, quella degli Escartons. Oulx, il Briançonnais, la Val Chisone, la Valle Varaita e il Queyras si associano e si amministrano in modo autonomo, pagando il proprio affrancamento al Delfino Umberto II, che però nel 1349, con il trattato di Romans stipulato con Filippo di Valois, cede alla corona di Francia tutto il Delfinato, Oulx inclusa. L'esperienza degli Escartons, che si chiamano così dalla tassa escarton che devono pagare ogni anno al Delfino, prosegue fino al 1713 ed è, con i cantoni svizzeri, raro esempio di autonomia amministrativa alpina. Col diradarsi del transito verso la Provenza durante il Rinascimento il paese perde importanza. Rimane però ancora Escarton autonomo. In questo periodo il valico del Monginevro assume maggiore rilievo per il transito di truppe verso l'Italia.
Prende l'avvio con il Cinquecento un periodo tormentato e difficile per Oulx e tutta l'alta Valle di Susa. Le guerre di religione tra cattolici e valdesi portano all'incendio e al saccheggio della Prevostura, da parte dei valdesi, nel luglio 1562, la guerra tra Francia e Spagna non concede tregua fino alla pace di Cateau-Cambrésis (1559). Nel corso del XVI secolo, anche le popolazioni locali sono decimate dalle pestilenze. Sono numerosi piloni e cappelle dedicati a San Rocco, protettore contro la peste. Oulx conclude la sua esperienza come Escarton nel 1713 quando, con il trattato di Utrecht, Oulx e la valle di Susa con l'alta Val Chisone e Casteldelfino in Val Varaita passano a Vittorio Amedeo II di Savoia.

### I Savoia
Ancora transiti di truppe francesi in occasione della guerra di successione austriaca, ma questa volta i francesi sono fermati dai piemontesi al colle dell'Assietta. Successivamente il Trattato di Aquisgrana (1748) segna l'inizio di un periodo di pace che durerà circa mezzo secolo. Gli effetti della Rivoluzione francese si fanno sentire anche ad Oulx, dove vengono piantati gli alberi della Libertà, uno dei quali ancora vive sulla strada provinciale per Sauze.
Durante il Risorgimento vive e lavora ad Oulx Luigi des Ambrois (1807 – 1874), ministro degli Interni e poi dei Lavori Pubblici di Carlo Alberto e poi presidente del Senato del Regno. Evento importante e significativo è l'apertura del traforo ferroviario del Frejus nel 1871, quando transita il primo treno internazionale. Nel 1872 viene fondato ad Oulx il corpo degli alpini.

### Dal '900
Con Regio Decreto 29/3/1928 n. 752 furono aggregati a quello di Oulx i comuni di Beaulard, Savoulx e Sauze d'Oulx. Quest'ultimo tornò ad essere comune autonomo con Decreto Legislativo del Capo Provvisorio dello Stato 10/6/1947, n. 598.

Nel 1937 il nome del comune venne italianizzato in Ulzio e la frazione Sauze d'Oulx subì la stessa sorte, mutando in Salice d'Ulzio. Intanto il paese si era ingrandito, aveva inglobato le frazioni ed era diventato sede di pretura.
All'avvio della seconda guerra mondiale l'attacco alla Francia partì dalle creste tra lo Chaberton e la Valle Stretta e nella zona di Desertes. I segni degli scontri sono ancora visibili su punta Clotesse e sulla Grand'Hoche, così come sulle montagne di Oulx si trovano ancora oggi bunker, cavalli di frisia e talvolta ordigni inesplosi.

Evoluzione dei confini d'Oulx 1. Oulx 2. Sauze d'Oulx 3. Beaulard 4. Savoulx

Nel 1960 il comune ha ripreso il nome originario.

### Simboli
Lo stemma e il gonfalone sono stati concessi con decreto del presidente della Repubblica del 20 gennaio 1998.
Il gonfalone è un drappo partito di bianco e di rosso.

## Fiera Franca
A Oulx si tiene ogni anno la "Fiera Franca", giunta nel 2020 alla 526ª edizione. La manifestazione affonda le sue radici nel 1494, quando il paese fu attraversato dagli eserciti di Carlo VIII in marcia verso il Regno di Napoli. La popolazione dovette sostenere grandi sacrifici per fornire viveri e foraggio alle milizie e come ricompensa il sovrano concesse a Oulx di tenere annualmente, a fine estate, una fiera "franca", ovvero esente dalle tasse foranee.
Più di recente si stabilì di organizzare la Fiera Franca ogni anno nella prima domenica di ottobre: in tale data la fiera anima il paese con esposizioni, bancarelle, animali, prodotti enogastronomici.

## Via Francigena
Il borgo di Oulx e la frazione di Gad erano importanti punti di transito e di sosta dei pellegrini sul tracciato storico della Via Francigena proveniente dal Colle del Monginevro, via che prosegue poi verso Salbertrand ed Exilles ed attraverso Susa si dirige a Rivoli e Torino.

## Monumenti e luoghi d'interesse

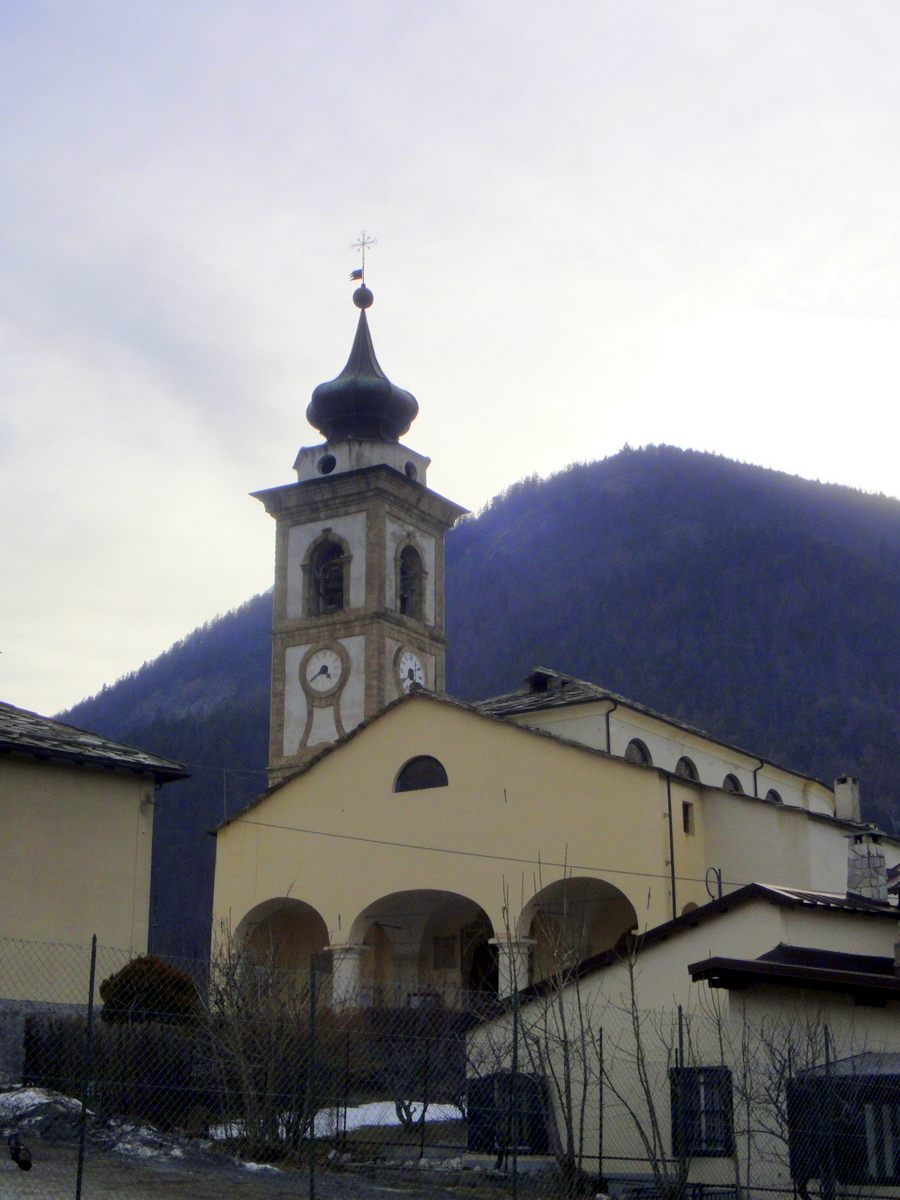
Chiesa parrocchiale di Oulx - Panoramio

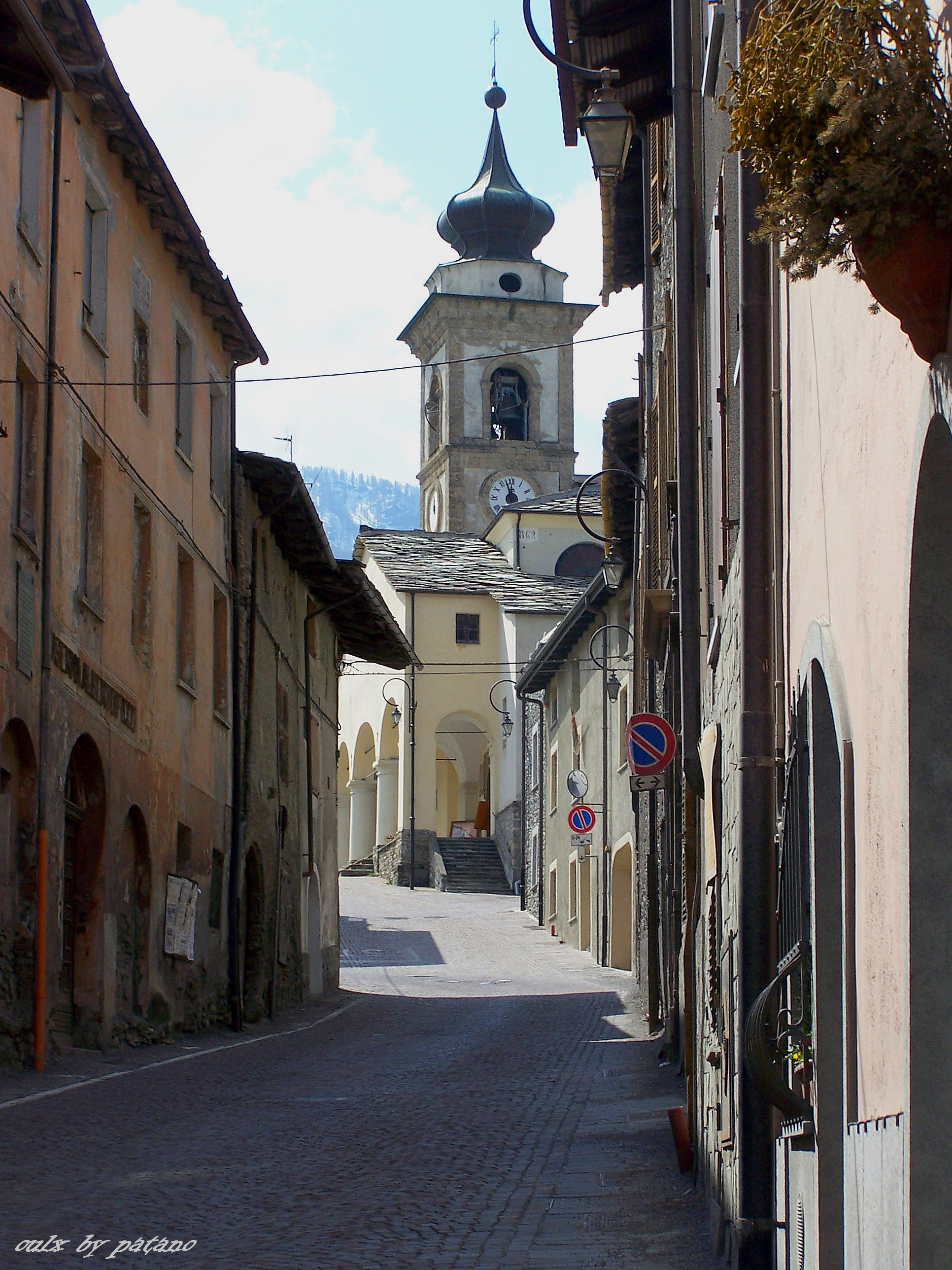
La chiesa vista dal Borgo Superiore (Panoramio, Patano)

Cuore dell'Alta Valle Susa, Oulx conserva ancora notevoli vestigia storiche, soprattutto nel Borgo Superiore, lungo la strada lastricata che sale verso Sauze d'Oulx. Più discosto, nei pressi della stazione ferroviaria sorge l'Abadia: l'attuale chiesa del Sacro Cuore di Gesù (1886) venne edificata sui resti (X secolo) della Prevostura di San Lorenzo di Oulx, inizialmente un oratorio dipendente dalla Abbazia della Novalesa con il nome di Plebs Martyrum, poi canonicato agostiniano eretto a rango di Prevostura, ente semi-autonomo che controllava gran parte delle chiese delle Valli di Susa, del Chisone e del Brianzonese (ora francese) e soggetto alla Diocesi di Torino. Complesso composto da numerosi edifici,  secondo gli studi presentava una chiesa principale di costruzione romanica dalle ambizioni architettoniche degne del rango di questo ente, con una rara cupola su tiburio ottagono. La Prevostura venne gravemente danneggiata dalle alluvioni, dalle guerre di religione e da un incendio alla fine del XVI secolo; riattata nel 1609, crollò nel 1854, per poi venire ricostruita nelle attuali forme, molto più semplici.

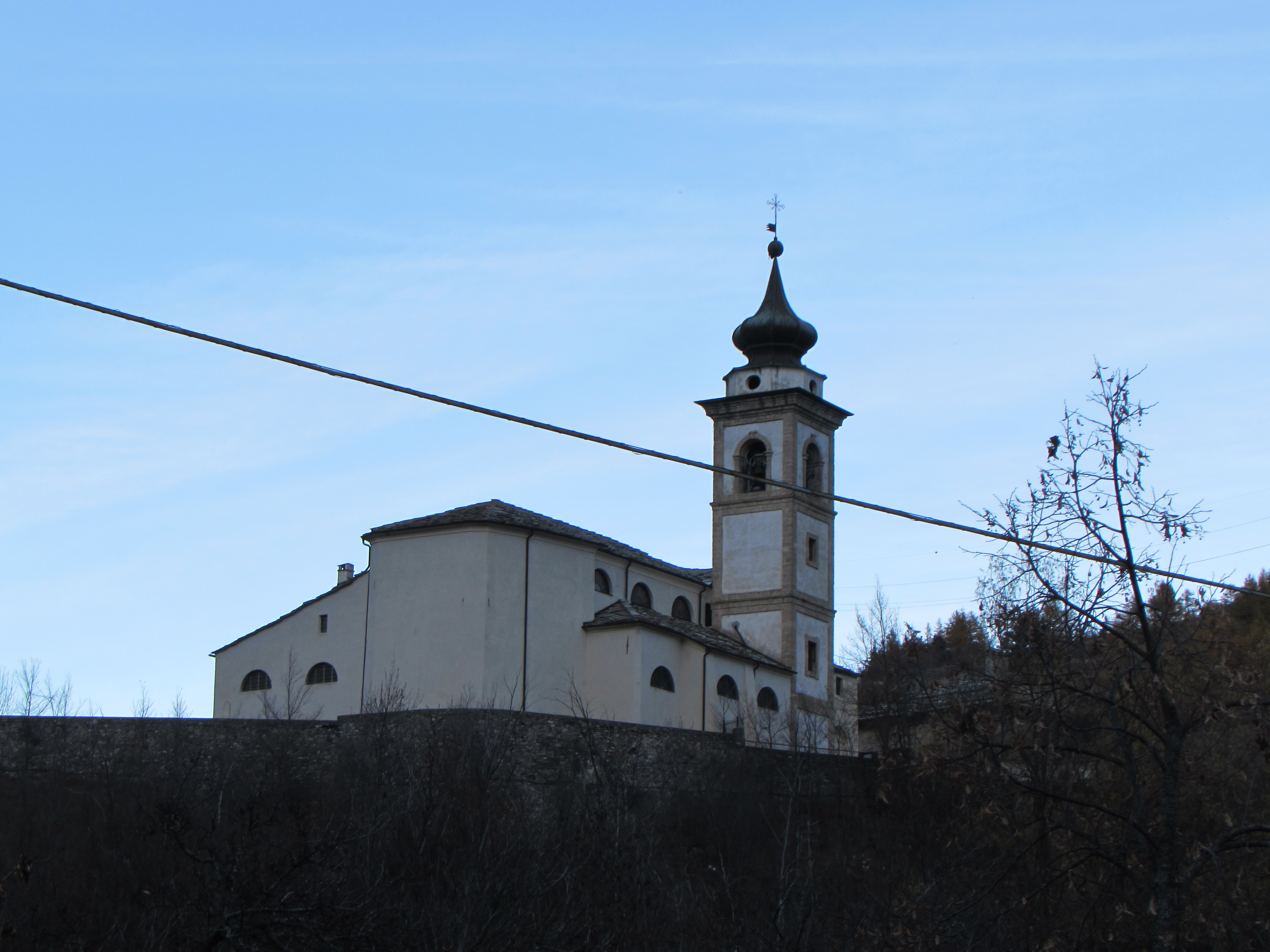
Chiesa parrocchiale di Oulx

Nel Borgo Superiore degna di nota è la Torre Delfinale (o Torre dei Saraceni) (XIV secolo), recentemente restaurata, mentre in cima al borgo, sulla strada per Sauze d'Oulx, si trova la chiesa parrocchiale di Santa Maria Assunta del XV secolo, ampiamente rimaneggiata nel 1862. Anche conosciuto come Viére, il Borgo Superiore conserva numerosi edifici storici delle famiglie nobili e borghesi di questo centro alpino.
Oltre alla raccolta Piazza Mistral, lungo la via principale (intitolata alla famiglia des Ambrois che qui possedeva due palazzi) si incontrano:
- la fontana pubblica coperta
- la quattrocentesca Casa Gally (con facciata su sporti in legno, uno stupendo portale in pietra e finestra a crociera sul lato)
- i due palazzi Des Ambrois
- una Casa con ballatoio (secolo XVII),
- la Casa Bermond

Nel borgo inferiore, detto Plan, sono notevoli la Fontana delfinale in Piazza Garambois, ispiratrice della fontana riprodotta nell'ottocentesco Borgo medievale di Torino ed il cinquecentesco Palazzo del Capitano La Cazette, con finestre a crociera in pietra e portone con epigrafe.
Numerose case e siti storico-architettonici sono illustrati tramite i pannelli del "Percorso Des Ambrois", creato per il 150° dell'Unità d'Italia.
Nelle frazioni, sono sottoposte a tutela, oltre ai resti del castello di Beaulard, le chiese di Beaulard, Chateau Beaulard, Puy Beaulard, Royeres, Signols, Savoulx, Refour: alcune di esse presentano splendidi affreschi.

## Società

### Evoluzione demografica
Abitanti censiti

### Stranieri
Secondo i dati ISTAT al 31 dicembre 2019 la popolazione straniera residente era di 374 persone.
Le nazionalità maggiormente rappresentate in base alla loro percentuale sul totale della popolazione residente erano:
- Romania: 247 persone, pari al 7,38 % della popolazione

## Infrastrutture e trasporti
Ad Oulx sono site due uscite dell'Autostrada A32, Torino-Bardonecchia, aperta al traffico all'inizio degli anni novanta, tramite la quale si raggiunge Torino in 40 minuti.
La stazione di Oulx-Cesana-Claviere-Sestriere (TGV) è situata sulla linea ferroviaria del Frejus. Dalla stazione di Oulx partono servizi di autobus per tutte le località della Alta Valle Susa e per Briançon.

## Amministrazione

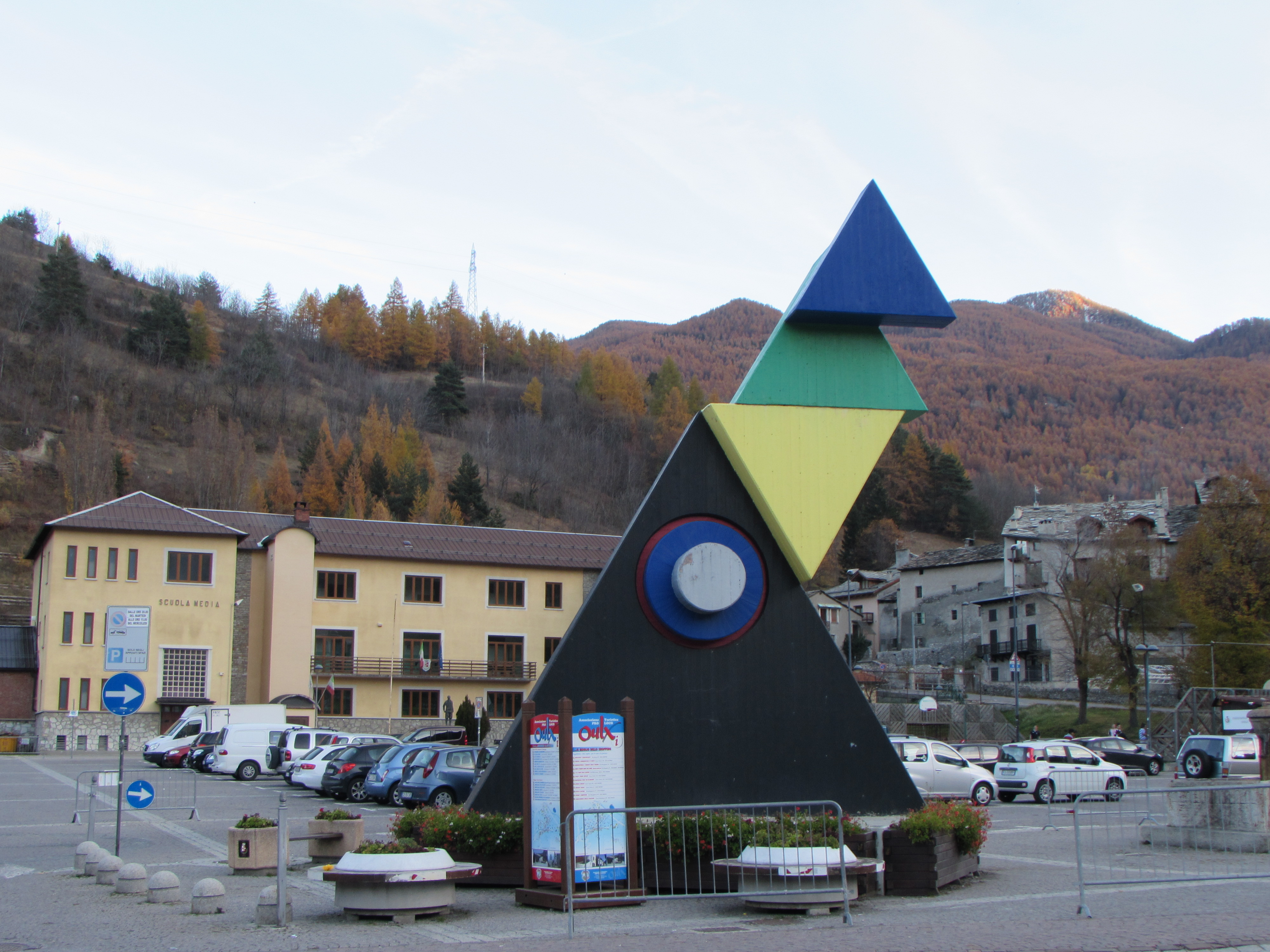
Installazione di Mario Molinari nella piazza Garambois

Di seguito è presentata una tabella relativa alle amministrazioni che si sono succedute in questo comune.
| Periodo        | Periodo        | Primo cittadino       | Partito                                 | Carica  | Note   |
| -------------- | -------------- | --------------------- | --------------------------------------- | ------- | ------ |
| 4 luglio 1985  | 25 maggio 1990 | Renato Peracca        | lista civica                            | Sindaco | [ 19 ] |
| 25 maggio 1990 | 24 aprile 1995 | Renato Peracca        | lista civica                            | Sindaco | [ 19 ] |
| 24 aprile 1995 | 14 giugno 1999 | Maria Evelina Bertero | -                                       | Sindaco | [ 19 ] |
| 14 giugno 1999 | 14 giugno 2004 | Maria Evelina Bertero | centro-sinistra                         | Sindaco | [ 19 ] |
| 14 giugno 2004 | 8 giugno 2009  | Mauro Cassi           | lista civica                            | Sindaco | [ 19 ] |
| 8 giugno 2009  | 26 maggio 2014 | Paolo De Marchis      | lista civica                            | Sindaco | [ 19 ] |
| 26 maggio 2014 | 27 maggio 2019 | Paolo De Marchis      | lista civica Partecipazione democrazia  | Sindaco | [ 19 ] |
| 27 maggio 2019 | in carica      | Andrea Terzolo        | lista civica Impegno per il bene comune | Sindaco | [ 19 ] |

### Gemellaggi
- Saint-Donat-sur-l'Herbasse

### Altre informazioni amministrative
Il comune faceva parte della Comunità Montana Valle Susa e Val Sangone.